# Pałac w Nowym Dworze (powiat międzyrzecki)
Pałac w Nowym Dworze – ruiny klasycystycznego pałacu zlokalizowanego w Nowym Dworze (powiat międzyrzecki).

## Historia i architektura
Pałac powstał w początku XIX wieku na skarpie doliny Warty. Obiekt jest dziewięcioosiowy z resztkami trzyosiowego ryzalitu z trójkątnym tympanonem pośrodku (ryzalit ten istniał jeszcze w początku XXI wieku, potem uległ zawaleniu). Od północnego wschodu, z boku bryły, przylega kwadratowa wieża z okulusami. Obiekt znajduje się w ruinie (wcześniej, po II wojnie światowej, był ośrodkiem wypoczynkowym). Pałac jest otoczony parkiem (10,5 ha), którego najważniejszym obiektem jest starorzecze warciańskie. W obrębie parku stoi kościół Najświętszego Serca Pana Jezusa (neogotycki). Po drugiej stronie drogi gruntowej znajdują się pozostałości założenia folwarcznego.